# St. Josef (Dorsten)

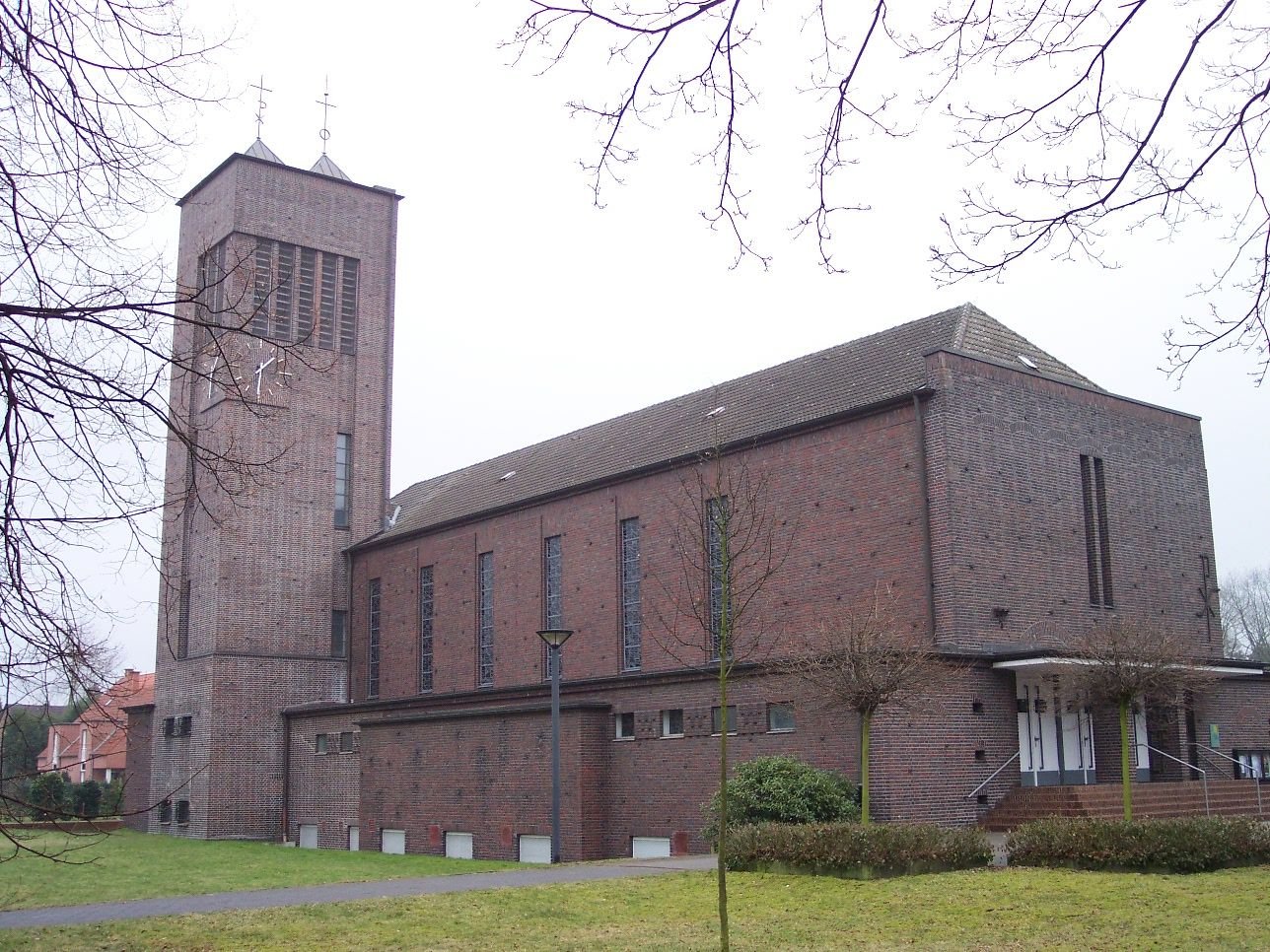
Kirche St. Josef

Die römisch-katholische Kirche St. Josef in Dorsten, Stadtteil Hervest, Josefstraße 1, wurde von 1928 bis 1930 erbaut und steht unter Denkmalschutz. Heute ist sie die Pfarrkirche der Pfarrgemeinde St. Paulus in Dorsten-Hervest. Die Architektur des Sakralbaus zeigt Merkmale des Neuen Bauens, aber auch Nachwirkungen der Architektur des Expressionismus.

## Geschichte

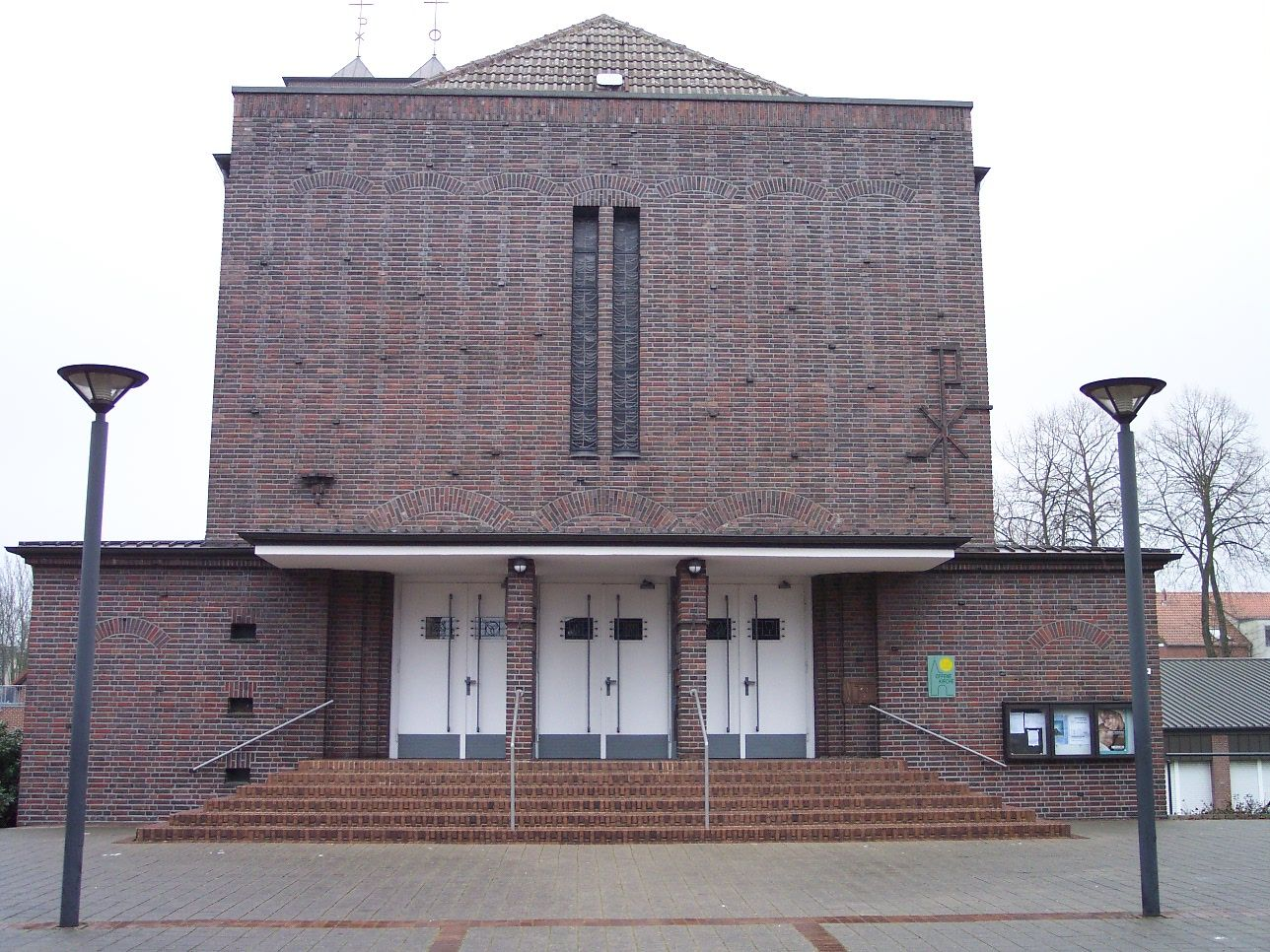
Westfassade mit Haupteingang der Kirche St. Josef

Das Gotteshaus wurde von dem Gelsenkirchener Architekten Josef Franke entworfen, der zur Bauzeit bereits viele katholische Kirchen geplant und ausgeführt hatte. Franke wählte als äußere Gestalt zwei ineinander verschachtelte Kuben, einen als Kirchenschiff, den anderen als Kirchturm. Als Baumaterial wurde für die Fassaden dunkelroter Klinker verwendet. Die Grundsteinlegung fand 1928 statt, am 18. Juli 1930 wurde die Kirche dem Heiligen Josef geweiht.
Während des Zweiten Weltkriegs wurde die Kirche schwer beschädigt. Bereits 1942 wurden die Kirchenglocken demontiert und eingeschmolzen, um der deutschen Rüstungsindustrie Buntmetalle zuzuführen. Bei einem Luftangriff wurden 1943 sämtliche Kirchenfenster zerstört. Im März 1945 kam es bei einem Tiefflieger-Angriff zu weiteren schweren Schäden. Nach Kriegsende konnte bald Ersatz für die Glocken beschafft werden. Im Jahr 1949 wurden neue Fenster eingesetzt und 1954 der Innenraum komplett renoviert.
Anfang 2007 gab es einen schweren Brand im Jugendheim im Untergeschoss des Kirchenbaus, Auslöser war ein Kabelbrand. Das Jugendheim wurde daraufhin komplett saniert und erneuert.
Im Jahr 2013 wurde am nördlichen Langhaus der Kirche eine Rampe angebaut, die auch mobil eingeschränkten Personen den Zugang zur Kirche ermöglicht. Zuvor war die Kirche nur über die Freitreppe vor dem Haupteingang an der Westseite zu betreten.

## Orgel
Die heutige Orgel wurde von der ortsansässigen Werkstatt Breil im Jahre 1975 gefertigt. Das Instrument steht links auf der Westempore gegenüber dem Chorraum. Die Traktur ist elektrisch eingerichtet, deshalb steht der feststehende, zweimanualige Spieltisch auf der rechten Seite der Empore.
Die Orgel weist folgende Disposition auf:
| Hauptwerk C–g3 |              |     |
| 1.             | Bourdun      | 16′ |
| 2.             | Prinzipal    | 8′  |
| 3.             | Hohlflöte    | 8′  |
| 4.             | Oktave       | 4′  |
| 5.             | Gedacktflöte | 4′  |
| 6.             | Oktave       | 2′  |
| 7.             | Mixtur       |     |
| 8.             | Trompete     | 8′  |

| Schwellwerk C–g3 |                  |    |
| 9.               | Lieblich Gedackt | 8′ |
| 10.              | Prinzipal        | 4′ |
| 11.              | Rohrflöte        | 4′ |
| 12.              | Sesquialtera II  |    |
| 13.              | Schwiegel        | 2′ |
| 14.              | Scharff IV       | 1′ |
| 15.              | Krummhorn        | 8′ |
|                  | Tremulant        |    |

| Pedal C–f1 |          |     |
| 16.        | Subbaß   | 16′ |
| 17.        | Offenbaß | 8′  |
| 18.        | Gedeckt  | 8′  |

- Koppeln: II/I, I/P, II/P
- Spielhilfen: Dreifache Setzerkombination, Tutti, Zungenabsteller

Die derzeit tätigen Kirchenmusiker sind Manfred Materna und Johannes Hauptvogel.

## Seelsorge
Bisherige Pfarrer der Gemeinde:
- August Eiter (bis 1938)
- Aloys Böing (1938–1949)
- Heinrich Wedi (bis 1972)
- Erich Bordewick (1972–2002)
- Henryk Walczak (2002–2009)
- Lars Hofmann (2009–2014)
- August Hüsing (seit 2014)